# Barry Corbin
Leonard Barrie Corbin (ur. 16 października 1940 w Lamesa) – amerykański aktor i scenarzysta telewizyjny i filmowy.
Urodził się w Lamesa w Teksasie jako syn Kilmera Blaine’a i Almy LaMerle (z domu Scott) Corbinów. Dwa lata służył w United States Marine Corps. W latach 1959–1964 uczęszczał do Texas Tech University w Lubbock w północno-zachodniej części stanu Teksas. W 1964 po ukończeniu University of Colorado w Boulder w stanie Kolorado, przeniósł się do Nowego Jorku.
8 marca 1965 poślubił Marie Elyse Soape, z którą ma córkę Shannon Corbin (ur. 1965). Jednak w kwietniu 1972 doszło do separacji, a 31 grudnia 1974 do rozwodu. Zaadoptował syna Bernarda Corbina (ur. 1970). 29 maja 1976 ożenił się z Susan James Berger, z którą ma dwóch synów Jamesa Barry’ego (ur. 1979) i Christophera Claytona (ur. 1982). 14 czerwca 1993 rozwiódł się.

## Filmografia

### Filmy fabularne
- 1980: Miejski kowboj jako wujek Bob
- 1980: Czyste szaleństwo jako naczelnik Walter W. Beatty
- 1980: Jak tylko potrafisz jako Fat Zack
- 1981: Noc, kiedy w Georgie zgasły światła (The Night the Lights Went Out in Georgia) jako Wimbish
- 1981: Morderstwo w Teksasie (Murder in Texas, TV) jako prokurator rejonowy McMasters
- 1982: Najlepszy mały burdelik w Teksasie jako C.J.
- 1982: Paczka sześciu jako szeryf
- 1983: Gry wojenne jako generał Beringer
- 1983: Mężczyzna, który kochał kobiety jako Roy Carr
- 1984: Lot 90: Katastrofa na Potomak (Flight 90: Disaster on the Potomac, TV) jako Burt Hamilton
- 1987: Ćpuny w szkole (Under Cover) jako sierżant Irwin Lee
- 1988: Critters 2 jako Harv
- 1996: Mokra robota jako Lodger
- 2007: W dolinie Elah (In the Valley of Elah) jako Arnold Bickman
- 2007: To nie jest kraj dla starych ludzi jako Ellis
- 2010: Ben 10: Alien Swarm (Ben 10: Obcy rój, TV) jako Max Tennyson
- 2013: Samoloty jako Ol’ Jammer (głos)

### Seriale TV
- 1979-84: Dallas jako szeryf Fenton Washburn
- 1981: M*A*S*H jako sierżant Joe Vickers
- 1983: Ptaki ciernistych krzewów jako Pete
- 1984: Posterunek przy Hill Street jako Monty Tasco
- 1985: Śmierć w Kalifornii (A Death in California) jako asystent prokuratora rejonowego Jim Heusdens
- 1986: Drużyna A jako J.J. Kincaid
- 1987: Napisała: Morderstwo jako pułkownik Lou Flannigan
- 1987: Matlock jako porucznik Steven McRea
- 1989: Na południe od Brazos (Lonesome Dove) jako Roscoe Brown
- 1990-95: Przystanek Alaska jako Maurice J. Minnifield / Mace Mobrey
- 1995: Murphy Brown jako Richard Cooper
- 1995: Świat według Ludwiczka jako wujek Sammy (głos)
- 1997: Columbo jako Clifford Calvert
- 1998: JAG – Wojskowe Biuro Śledcze jako Percival Bertram
- 1999: Bobby kontra wapniaki jako szef strażaków (głos)
- 1999: Strażnik Teksasu jako Ben Crowder
- 2003–2009: Pogoda na miłość jako trener Brian ‘Whitey’ Durham
- 2007–2012: Podkomisarz Brenda Johnson jako Clay Johnson
- 2012: Poślubione armii jako weteran pacjent
- 2012–2014: Jeden gniewny Charlie jako Ed
- 2012–2014: Współczesna rodzina jako Merle Tucker